# Klot
Klot (regionálně také: glot) je lesklá, většinou jednobarevná, bavlněná tkanina v atlasové vazbě, která se obyčejně používá na výrobu pracovních plášťů, podšívek a spodního prádla.
Z klotu se šijí také součásti tradičních krojů a z minulosti jsou známé zejména klotové rukávy, které se používaly jako návleky na lokty proti opotřebení oděvu při práci.

## Klot v češtině a v jiných jazycích
Přívlastek „klotový“ se začal koncem 20. století v hovorové mluvě používat v poněkud hanlivém nebo pohrdavém smyslu – např. „klotový hlupák“ versus „klotový koumák“.

### Překlady výrazu klot do cizích jazyků
Do angličtiny se tkanina klot někdy překládá jako broadcloth. Broadcloth je však zplstěná tkanina v plátnové vazbě, tedy textilie zcela odlišného charakteru.
Německý výraz Kloth jako tkanina není známý ani z dostupné odborné literatury ani z internetových stránek.